# Lista odcinków serialu Maski szpiega
Poniżej znajduje się lista odcinków serialu telewizyjnego Maski szpiega – emitowanego przez amerykańską stację telewizyjną  TNT od 13 sierpnia 2014 roku do 11 stycznia 2016 roku. W Polsce serial był emitowany od 16 lutego 2015 roku  do 25 lutego 2016 roku przez Fox Polska. Powstały tylko dwa sezony, łącznie składają się z 20 odcinków.
| Sezon | Sezon | Odcinki | Oryginalna emisja | Oryginalna emisja   | Oryginalna emisja | Oryginalna emisja | Oryginalna emisja |
| Sezon | Sezon | Odcinki | Premiera sezonu   | Finał sezonu        | Premiera sezonu   | Finał sezonu      |                   |
| ----- | ----- | ------- | ----------------- | ------------------- | ----------------- | ----------------- | ----------------- |
|       | 1     | 10      | 13 sierpnia 2014  | 8 października 2014 | 16 lutego 2015    | 20 kwietnia 2015  |                   |
|       | 2     | 10      | 2 listopada 2015  | 11 stycznia 2016    | 10 grudnia 2015   | 25 lutego 2016    |                   |

## Sezon 1 (2014)
| Nr | #  | Tytuł                 | Polski tytuł   | Reżyseria       | Scenariusz                                        | Premiera TNT        | Premiera Fox Polska |
| -- | -- | --------------------- | -------------- | --------------- | ------------------------------------------------- | ------------------- | ------------------- |
| 1  | 1  | Pilot                 | Maski szpiega  | David Semel     | Howard Gordon, Mark Bomback, Jeffrey Nachmanoff   | 13 sierpnia 2014    | 16 lutego 2015      |
| 2  | 2  | Chemistry             | Chemia         | Brad Turner     | David Wilcox , Ethan Reiff, Cyrus Voris           | 20 sierpnia 2014    | 23 lutego 2015      |
| 3  | 3  | Lords of War          | Władcy wojny   | Brad Turner     | Josh Pate, Ethan Reiff, Cyrus Voris               | 27 sierpnia 2014    | 2 marca 2015        |
| 4  | 4  | Betrayal              | Zdrada         | Deran Sarafian  | Josh Pate, David Wilcox, Ethan Reiff, Cyrus Voris | 3 września 2014     | 9 marca 2015        |
| 5  | 5  | Rogue                 | Na własną rękę | Karen Gaviola   | Andrew Wilder                                     | 10 września 2014    | 16 marca 2015       |
| 6  | 6  | Gauntlet              | Wyzwanie       | Brad Turner     | Andrew Wilder                                     | 17 września 2014    | 23 marca 2015       |
| 7  | 7  | Quicksand             | Ruchome piaski | Terrence O'Hara | Josh Pate                                         | 24 września 2014    | 30 marca 2015       |
| 8  | 8  | Iconoclast            | Obrazoburca    | John Behring    | Geoff Aull                                        | 1 października 2014 | 6 kwietnia 2015     |
| 9  | 9  | Wilderness of Mirrors | Lustra         | Milan Cheylov   | Josh Pate                                         | 8 października 2014 | 13 kwietnia 2015    |
| 10 | 10 | Identity              | Tożsamość      | Brad Turner     | David Wilcox                                      | 8 października 2014 | 20 kwietnia 2015    |

## Sezon 2 (2015-2016)
| Nr | #  | Tytuł                                 | Polski tytuł                      | Reżyseria      | Scenariusz                 | Premiera TNT      | Premiera Fox Polska |
| -- | -- | ------------------------------------- | --------------------------------- | -------------- | -------------------------- | ----------------- | ------------------- |
| 11 | 1  | The Legend of Dmitry Petrovich        | Legenda Dmitry'a Petrovicha       | Jamie Payne    | Ken Biller                 | 2 listopada 2015  | 10 grudnia 2015     |
| 12 | 2  | The Legend of Kate Crawford           | Legenda Kate Crawford             | Jamie Payne    | Raf Gren                   | 9 listopada 2015  | 17 grudnia 2015     |
| 13 | 3  | The Legend of Curtis Ballard          | Legenda Curtisa Ballarda          | Alrick Riley   | Aaron Allen                | 23 listopada 2015 | 7 stycznia 2016     |
| 14 | 4  | The Legend of Ilyana Zakayeva         | Legenda Ilyany Zakayevej          | Alrick Riley   | Andrew Chapman             | 30 listopada 2015 | 14 stycznia 2016    |
| 15 | 5  | The Legends of Terrence Graves        | Legenda Terrence'a Gravesa        | Jon Jones      | Matthew Newman             | 7 grudnia 2015    | 21 stycznia 2016    |
| 16 | 6  | The Legend of Tamir Zakayev           | Legenda Tamira Zakayeva           | Jon Jones      | Chris Levinson             | 14 grudnia 2015   | 28 stycznia 2016    |
| 17 | 7  | The Second Legend of Dmitry Petrovich | Druga legenda Dmitry'a Petrovicha | Jeff T. Thomas | Raf Green                  | 21 grudnia 2015   | 4 lutego 2016       |
| 18 | 8  | The Legend of Doku Zakayev            | Legenda Doku Zakayeva             | Jeff T. Thomas | Aaron Allen                | 28 grudnia 2015   | 11 lutego 2016      |
| 19 | 9  | The Legend of Gabi Miskova            | Legenda Gabi Miskovej             | Ken Biller     | Andrew Chapman, Raf Green  | 4 stycznia 2016   | 18 lutego 2016      |
| 20 | 10 | The Legend of Alexei Volkov           | Legenda Alexeia Volkova           | Ken Biller     | Matthew Newman, Ken Biller | 11 stycznia 2016  | 25 lutego 2016      |